# Satan's Princess
Pour plus de détails, voir Fiche technique et Distribution.
Satan's Princess est un film américain réalisé par Bert I. Gordon, sorti en 1989.

## Synopsis
Un policier est à la recherche d'une femme disparue.

## Fiche technique
- Titre original : Satan's Princess
- Titre français : La Princesse de satan
- Réalisation : Bert I. Gordon
- Scénario : Steven A. Katz (en)
- Musique :
- Production :
- Société de production : Sun Heat Productions
- Pays de production : États-Unis
- Langue : anglais américain
- Format : couleurs
- Genre : horreur, thriller
- Lieux de tournage : Los Angeles, Californie, États-Unis
- Durée : 90 minutes
- Date de sortie :
  - États-Unis : 1er décembre 1989

## Distribution
- Robert Forster : Lou Cherney
- Lydie Denier : Nicole St. James
- Caren Kaye (en) : Leah
- Phillip Glasser : Joey
- Michael Harris : Dorian (crédité comme M.K. Harris)
- Ellen Geer : Mary Kulik
- Jack Carter : le prêtre âgé
- Henry Brown : Felson
- Marlena Giovi : Betty Calabrese
- Al Pugliese : Sal Calabrese
- Leslie Scarborough : Karen Rhodes (créditée comme Leslie Huntly)
- Nick Angotti : Ed Rhodes
- Trent Dolan : Hartman
- Rena Riffel : Erica Dunn
- RCB : Domingo